# Маммиллярия перистая
Маммиллярия перистая (лат. Mammillaria plumosa) — кактус из рода Маммиллярия.

## Описание
Стебель шаровидный, голубовато-зелёный, диаметром до 7 см; обильно разрастается, образуя подушки в виде колючих комочков. Сосочки цилиндрические, 1 см длиной, мягкие, их вершины с белым опушением. Аксиллы с длинным белым войлоком.
Центральных колючек нет. Радиальных колючек 20-40, они до 0,7 см длиной, тонкие, белые, опушённые (перовидные), плотно окутывающие весь стебель. По внешнему виду растения напоминают пуховые шарики.
Цветки до 1,5 см длиной и 1,4 см в диаметре, белые. Плоды красноватые, до 1,5 см длиной.

## Распространение
Эндемик мексиканских штатов Коауила и Нуэво-Леон. Встречается в трещинах скал. Вид занесён в приложение CITES.

## Литература

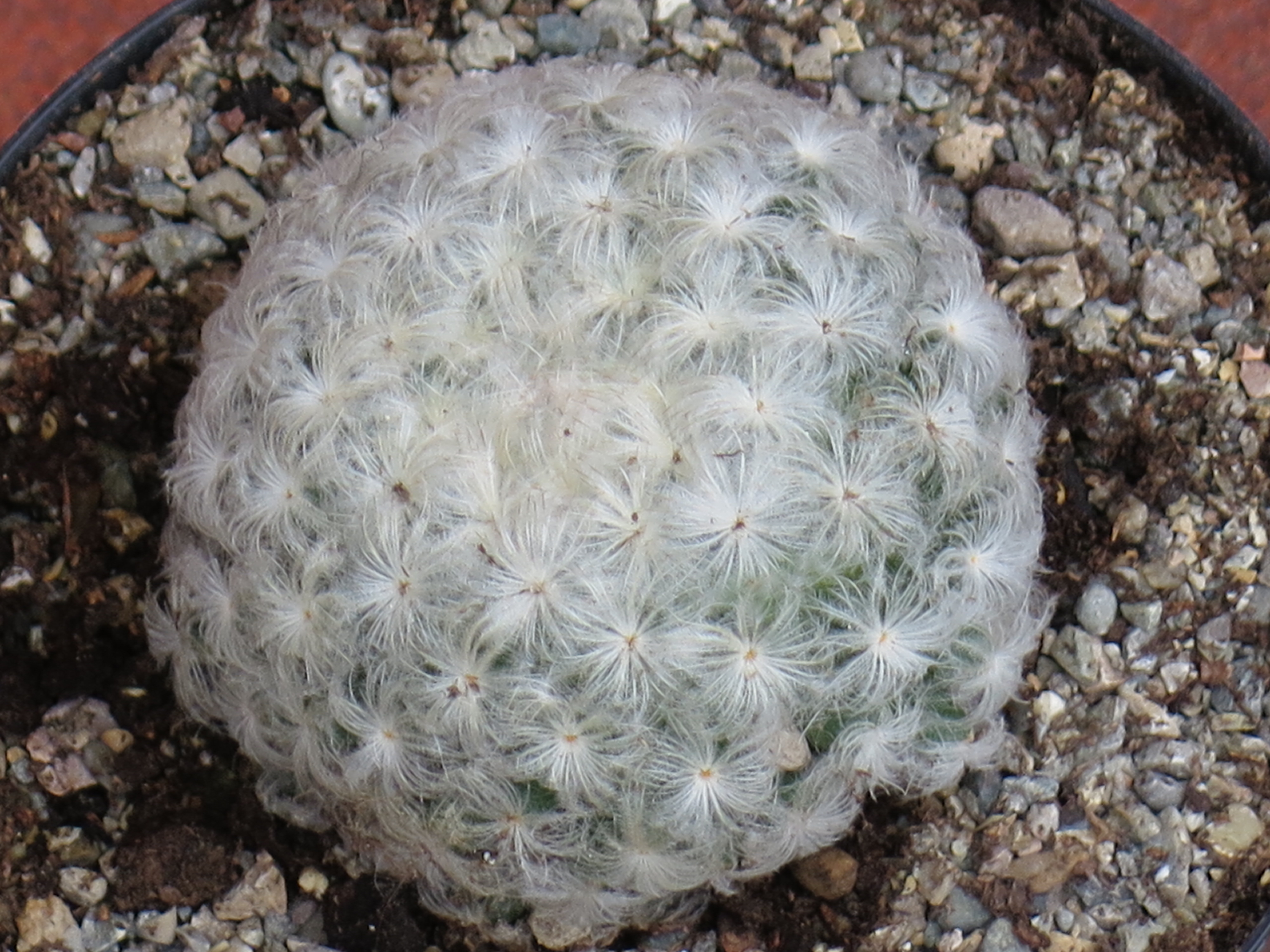
Маммиллярия перистая